# Korppinen (sjö i Pihtipudas, Mellersta Finland)
Korppinen är en sjö i kommunen Pihtipudas i landskapet Mellersta Finland i Finland. Den är 3,2 meter djup. Arean är 37 hektar och strandlinjen är 3,16 kilometer lång. Sjön  ingår i Kymmene älvs huvudavrinningsområde.   Den ligger omkring 120 kilometer norr om Jyväskylä och omkring 360 kilometer norr om Helsingfors. 